# Sauvignac
Sauvignac és un municipi francès situat al departament del Charente i a la regió de la Nova Aquitània. L'any 2007 tenia 104 habitants.

## Demografia

### Població
El 2007 la població de fet de Sauvignac era de 104 persones. Hi havia 36 famílies de les quals 4 eren unipersonals (4 homes vivint sols), 12 parelles sense fills i 20 parelles amb fills.
La població ha evolucionat segons el següent gràfic:
Habitants censats

### Habitatges
El 2007 hi havia 56 habitatges, 38 eren l'habitatge principal de la família, 4 eren segones residències i 15 estaven desocupats. Tots els 56 habitatges eren cases. Dels 38 habitatges principals, 30 estaven ocupats pels seus propietaris, 6 estaven llogats i ocupats pels llogaters i 2 estaven cedits a títol gratuït; 1 tenia dues cambres, 6 en tenien tres, 13 en tenien quatre i 18 en tenien cinc o més. 34 habitatges disposaven pel capbaix d'una plaça de pàrquing. A 15 habitatges hi havia un automòbil i a 22 n'hi havia dos o més.

### Piràmide de població
La piràmide de població per edats i sexe el 2009 era:
| Homes | Edats   | Dones |
| ----- | ------- | ----- |
| 0     | 95 o +  | 0     |
| 2     | 90 a 94 | 2     |
| 1     | 85 a 89 | 1     |
| 0     | 80 a 84 | 0     |
| 2     | 75 a 79 | 4     |
| 3     | 70 a 74 | 2     |
| 2     | 65 a 69 | 4     |
| 5     | 60 a 64 | 2     |
| 0     | 55 a 59 | 3     |
| 5     | 50 a 54 | 2     |
| 5     | 45 a 49 | 2     |
| 1     | 40 a 44 | 4     |
| 6     | 35 a 39 | 3     |
| 1     | 30 a 34 | 2     |
| 3     | 25 a 29 | 4     |
| 4     | 20 a 24 | 1     |
| 4     | 15 a 19 | 0     |
| 2     | 10 a 14 | 3     |
| 2     | 5 a 9   | 3     |
| 1     | 0 a 4   | 5     |

## Economia
El 2007 la població en edat de treballar era de 66 persones, 52 eren actives i 14 eren inactives. De les 52 persones actives 49 estaven ocupades (28 homes i 21 dones) i 3 estaven aturades (3 dones i 3 dones). De les 14 persones inactives 4 estaven jubilades, 5 estaven estudiant i 5 estaven classificades com a «altres inactius».
Activitats econòmiques
Dels 6 establiments que hi havia el 2007, 3 eren d'empreses de construcció, 2 d'empreses de comerç i reparació d'automòbils i 1 d'una empresa classificada com a «altres activitats de serveis».
Dels 4 establiments de servei als particulars que hi havia el 2009, 1 era un paleta, 1 guixaire pintor, 1 fusteria i 1 perruqueria.
L'any 2000 a Sauvignac hi havia 10 explotacions agrícoles.

## Poblacions més properes
El següent diagrama mostra les poblacions més properes.